# Melissodes clarkiae
Melissodes clarkiae är en biart som beskrevs av Laberge 1961. Melissodes clarkiae ingår i släktet Melissodes och familjen långtungebin. Inga underarter finns listade i Catalogue of Life.